# Водоканал (Севастополь)
Водокана́л (крим. Vodokanal) або 3-й Гідровузол — віддалена частина міста Севастополя, в Балаклавському районі.
Площа 28,2 га, населення на 1998 рік становило 124 людини. Розташований на північно-східному схилі Сапун-гори, за 3 кілометри на південний схід від вершини Севастопольської бухти. Найближчий район — Октябрське за півкілометра на північ.
З 7 вересня 2023 року місцевість передана до Бахчисарайського району Автономної Республіки Крим, однак, вона досі не має статусу окремого населеного пункту.

## Історія
Засноване, за непідтвердженими відомостями, в 1958 році, для обслуговуючого персоналу при будівництві 3-го гідровузла Севастопольського водопроводу з Чорноріченського водосховища (спочатку в селищі був дитячий садок).
Статусу самостійного поселення не має з 7 травня 1957 року, коли населені пункти Балаклавського району було передано у підпорядкування міській раді Севастополя і вони втратили статус окремих поселень.